# Orthomyxoviridae
Orthomyxoviridae (orthos,en grec significa "recte"; myxa, significa fong és una família de virus d'ARN monocatenari (-) que inclou cinc gèneres: Influenzavirus A, Influenzavirus B, Influenzavirus C, Isavirus i Thogotovirus. Un sisè gènere també ha estat descrit recentment. Els primers tres gèneres causen grips en vertebrats incloent-hi els ocells i peixos de piscicultura.
- Influenzavirus A caua de tots els grips pandèmics que infecten humans altres mamífers i aus
- Influenzavirus B infects humans i pinnípedes
- Influenzavirus C infecten humans i porcs

## Classificació
Basant-se en la filogenètica:
| gènere                                                 | Espècies (* indica espècie tipus) | Serotipus o Subtipus                                                                                        | Hostes                                       |
| ------------------------------------------------------ | --------------------------------- | --- | -------------------------------------------- |
| Influenzavirus A                                       | Influenza A virus*                | H1N1, H1N2, H2N2, H3N1, H3N2, H3N8, H5N1, H5N2, H5N3, H5N8, H5N9, H7N1, H7N2, H7N3, H7N4, H7N7, H9N2, H10N7 | Humà, porc, au, cavall                       |
| Influenzavirus B                                       | Influenza B virus*                | | Humà, foca sense orelles                     |
| Influenzavirus C                                       | Influenza C virus*                | | Humà, porc                                   |
| Isavirus                                               | Infectious salmon anemia virus*   | | Salmó atlàntic                               |
| Thogotovirus                                           | Thogoto virus*                    | | paparra, mosquit, mamífers (humans inclosos) |
| Thogotovirus                                           | Dhori virus                       | Batken virus, Dhori virus                                                                                   | paparra, mosquit, mamífers (humans inclosos) |
|                                                        |                                   | |                                              |
| Quaranfil virus, Johnston Atoll virus, Lake Chad virus |                                   | |                                              |